# Hải cẩu lông mao Juan Fernández
Hải cẩu lông mao Juan Fernández (danh pháp khoa học: Arctocephalus philippii) là một loài động vật có vú trong họ Otariidae, bộ Ăn thịt. Loài này được Peters mô tả năm 1866. Chúng chỉ được tìm thấy trên bờ biển Thái Bình Dương của Nam Mỹ, cụ thể hơn về quần đảo Juan Fernández và quần đảo San Félix. Hiện người ta vẫn chưa biết nhiều về loài này. Các nhà khoa học vẫn không biết tuổi thọ trung bình của loài này, hoặc chế độ ăn uống và hành vi của con đực ngoài mùa sinh sản.

## Hình ảnh

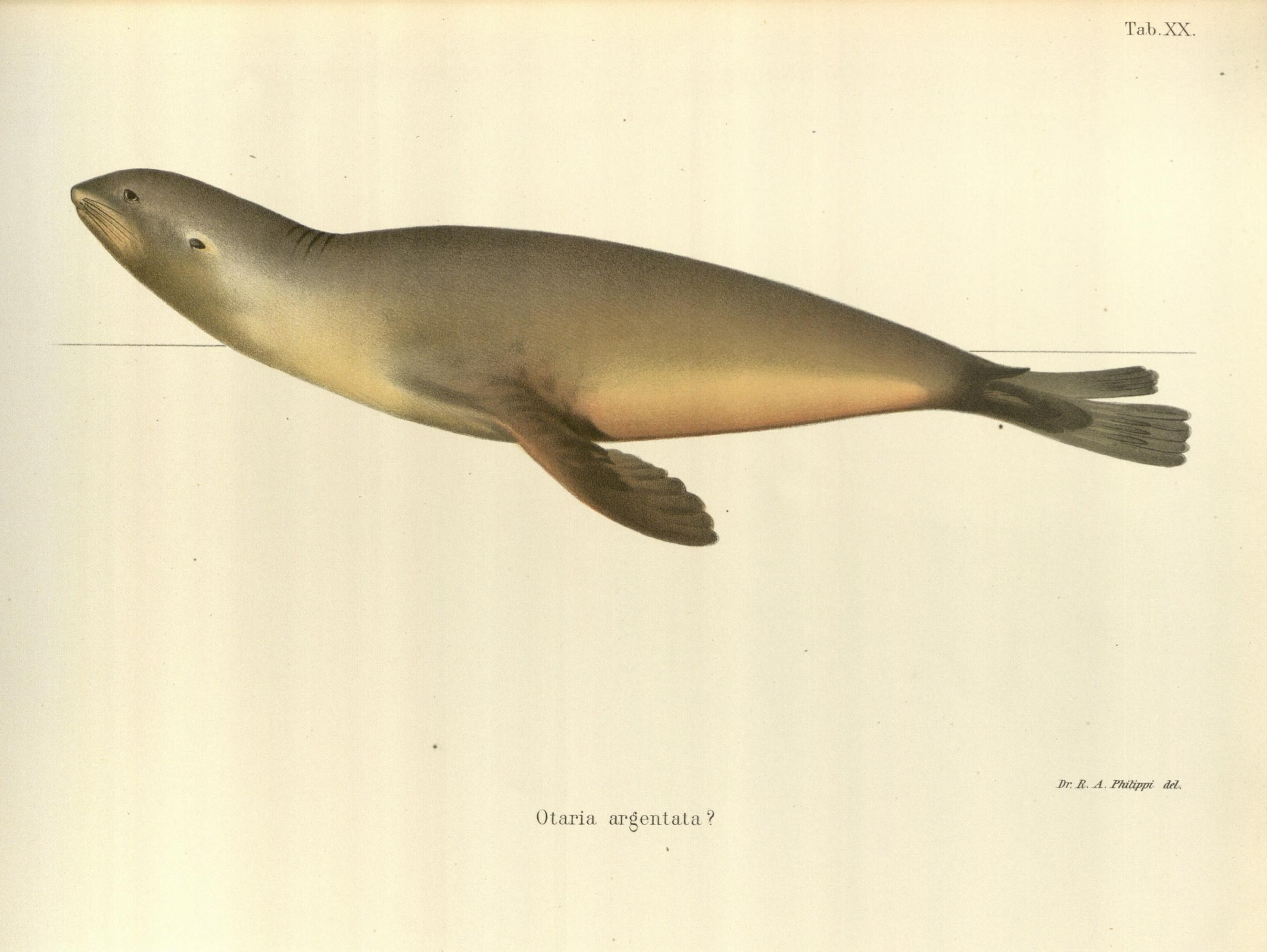
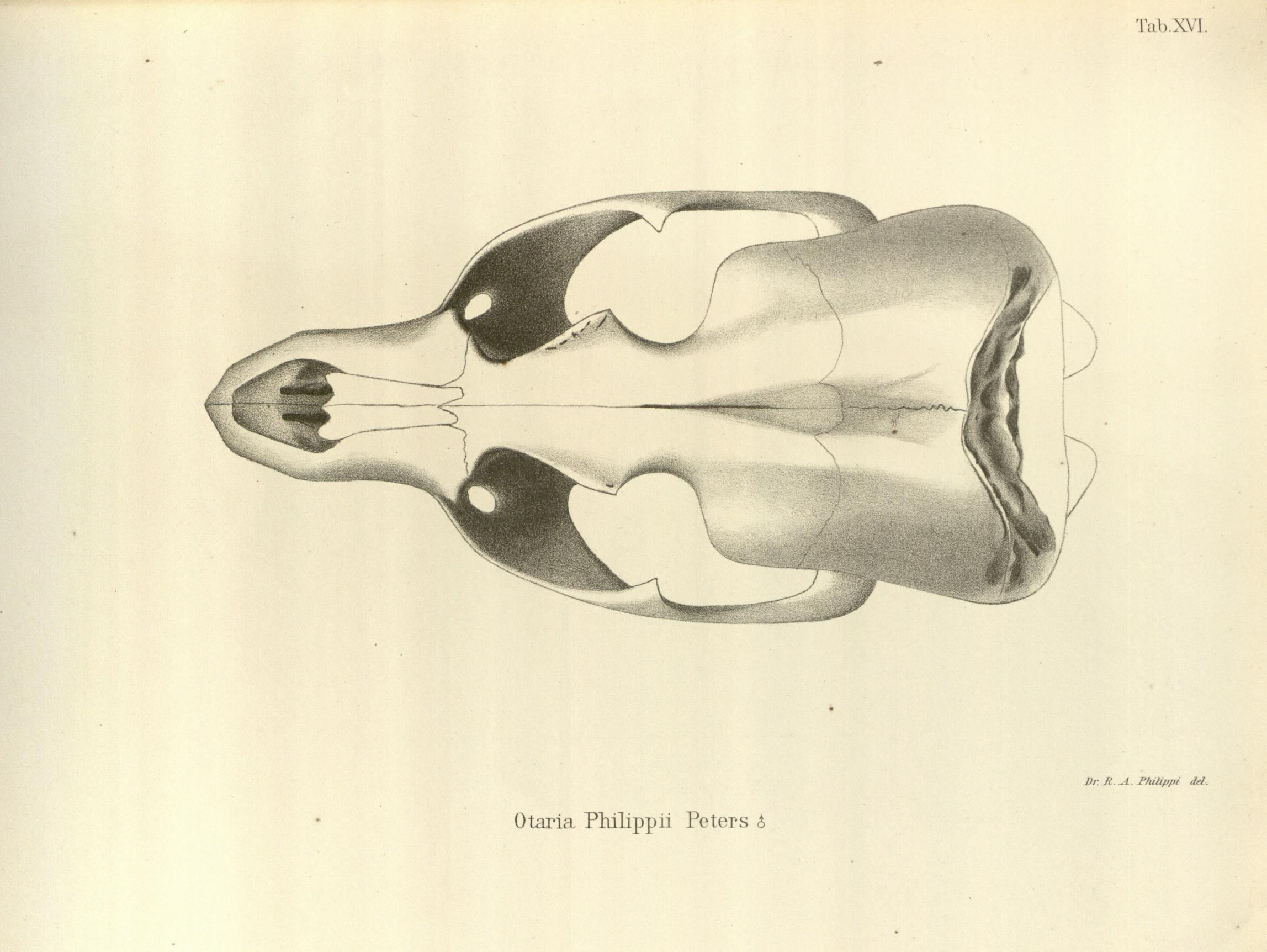